# Histoire de l'électrophysiologie
L'électrophysiologie est l'étude des phénomènes électriques chez les êtres vivants. L'histoire des connaissances en ce domaine remonte à l'Antiquité, mais ce n'est qu'au XVIIIe siècle, avec les travaux de Volta et Galvani que cette discipline scientifique commence à s'individualiser comme branche de la physiologie. Les applications de l'électrophysiologie à la médecine concernent d'une part certaines techniques utiles au diagnostic (électrodiagnostic), d'autre part des méthodes utilisées dans le traitement de certaines affections (électrothérapie).

## Labioélectricitédans l'Antiquité
Les premiers phénomènes bioélectriques connus sont les décharges produites par l'organe électrique de certains poissons. Des bas-reliefs de l'Égypte antique représentent des poissons-chats, dont on sait qu'ils peuvent générer des impulsions électriques de plus de 350 V (bas-relief de la tombe de Ti à Saqqarah, datant de -2750 environ par exemple).
En Méditerranée, cinq espèces au moins de poissons électriques sont connues, comme torpedo torpedo (torpille) dont il existe des représentations anciennes (mosaïque de Pompéi du Ier siècle). La torpille peut générer des impulsions de 45 V.
Bien que leur mécanisme fût inconnu, les décharges générées par ces poissons étaient utilisées d'une manière que l'on pourrait décrire comme de l'« électrothérapie ». Scribonius Largus, sous le règne de l'empereur Claude (41-54), décrit ainsi le traitement contre la migraine ou contre la goutte  par l'utilisation d'une torpille noire.

## Débuts de l'électrophysiologie et découverte de l'électricité
Au cours du XVIIIe siècle on tenta de découvrir l'origine de ces décharges électriques en disséquant l'organe électrique de torpille. En 1776, John Walsh parvint à rendre visible la décharge électrique de l'organe électrique au moyen d'un flash lumineux. On peut dire qu'il s'agit de la "naissance" de l'électrophysiologie. À la fin du XVIIIe siècle Alessandro Volta et Luigi Galvani démontrent, avec des points de vue différents, que les phénomènes électriques ne sont pas restreints à l'organe électrique, mais de manière plus générale à l'activité des nerfs et des muscles.
En 1791, Galvani montra que les muscles de grenouille se contractent quand ils sont mis en contact avec un arc de métal. Il interprétera ce phénomène, en analogie à l'organe électrique qui est un muscle modifié, comme la décharge dans le métal de l'énergie électrique contenue dans le muscle.
Volta, quant à lui, pensait que l'utilisation de deux métaux produisait une différence de potentiel et, que l'électricité était transférée aux cellules musculaires. Cette interprétation le conduit à construire la pile électrique par l'empilement de disques. L'aspect de cette première pile ressemble beaucoup à la morphologie des colonnes de l'organe électrique.

## Description du potentiel de membrane et dupotentiel d'action

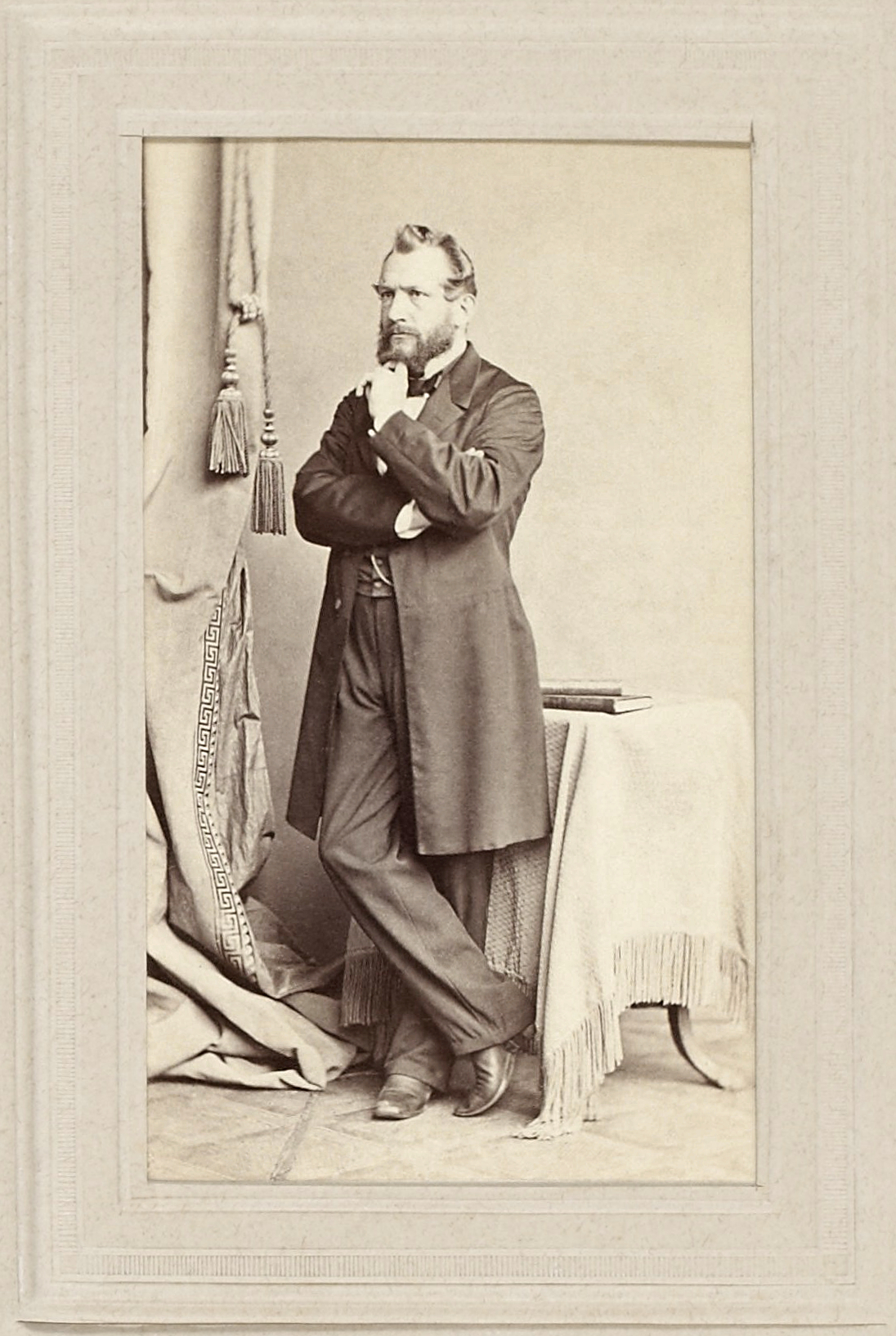
Emil du Bois-Reymond.

Dans les années 1840, le physicien italien Carlo Matteucci avait montré que dans un muscle coupé transversalement, un courant électrique s'établit entre surface de la tranche de section (l'intérieur de la cellule) et surface extérieure non endommagée (milieu extracellulaire).
Au milieu du XIXe siècle, Emil du Bois-Reymond mesura pour la première fois un courant d'action sur des muscles et des nerfs stimulés. En améliorant ses instruments de mesure, il observa en effet une diminution temporaire du courant précédemment découvert (alors appelé « courant de blessure », c'est-à-dire le potentiel de repos). Il nomma cette diminution de courant « fluctuation négative » (negative Schwankung). Cependant l'origine de cette « fluctuation négative » et de ce « courant de blessure » restait indéterminée.
Ludimar Hermann, un élève de du Bois-Reymond développa en 1898 la théorie du « noyau conducteur » (Kernleitertheorie). Il proposa que les muscles et les fibres nerveuses sont composés d'un noyau conducteur et d'une interface isolante (comme une « enveloppe »). Une excitation produirait un courant d'action qui polariserait l'enveloppe isolante, et, par induction, activerait les fibres voisines. L'origine locale de l'excitation serait une réaction chimique de type explosive dans le noyau: une altération brutale du métabolisme (Alterationstheorie).
Mais Julius Bernstein, un autre élève de du Bois-Reymond, montra en 1902	 
grâce à des mesures de dépendance à la température du potentiel de repos, que les phénomènes bioélectriques ne sont pas directement d'origine chimique. 	 
Ses expériences indiquaient au contraire qu'il y avait dans les fibres un électrolyte préexistant responsable du potentiel de repos et de la « fluctuation négative ».	 
Il profita pour aboutir à cette conclusion de deux avancées récentes:	 
- Walther Nernst avait décrit le potentiel de diffusion entre deux solutions de concentration différente (1888/1889). Bernstein appliqua l'équation de Nernst au potentiel de repos qu'il mesurait.

- Wilhelm Ostwald obtint presque simultanément (1890) un potentiel électrique de part et d'autre d'une membrane artificielle semi-perméable aux ions.

Bernstein pensa que l'enveloppe isolante décrite par Hermann est en fait une membrane semi-perméable. Il supposa alors que le courant observé entre la surface tranchée des muscles et la surface intacte est dû au différence de concentration ionique, à l'électrolyte préexistant. L'intérieur des fibres est riche en phosphate de potassium (K2HPO4), et la membrane perméable seulement au potassium. 	 
Il reprit sa « théorie membranaire » en 1912 dans sa monographie Elektrobiologie.	 
Il fonda ainsi un nouveau paradigme pour la compréhension de la bioélectricité qui resta inchangé pendant environ 40 ans, jusqu'à ce que l'amélioration des instruments de mesure permette de mieux préciser les différents mécanismes de la bioélectricité.
En 1907, Louis Lapicque publie son article  Recherches quantitatives sur l'excitation électrique des nerfs traitée comme une polarisation, où il introduit le modèle "intègre et tire" de l'excitabilité nerveuse, et développe une théorie mettant en avant l'importance de la chronaxie, qu'il a découverte et nommée.

## Chez les végétaux
Au siècle des lumières, l'abbé Bertholon (1741-1800) expérimente les réactions des plantes à divers types d'électricités, lançant au passage les prémices de l'électroculture.
Un siècle après la mort de Bertholon, en Inde, Jagadish Chandra Bose, après avoir exploré de 1894 à 1900 le domaine des ondes électromagnétiques, et après avoir réalisé de nombreux travaux, pionniers, sur la radio notamment (où il a devancé Tesla), se consacre presque exclusivement à l'étude de certains aspects de la physiologie des végétaux, et en particulier à leurs réactions aux ondes électromagnétiques. Il invente pour cela des instruments d'observation très fins de ces effets, dont un crescographe. Cet appareil mesure en les amplifiant certaines réactions invisibles à l’œil des végétaux, réactions qu'il veut comprendre et faire comprendre, montrant que les plantes disposent d'une sorte de « mécanisme nerveux », très différent du système nerveux animal, mais permettant diverses formes de perception.

## Chronologie
- 1791: luigi Galvani décrit la bioélectricité des nerfs et muscle de grenouille
- années 1840:
  - Carlo Matteucci (Italie), « courant de blessure » (potentiel de repos)
  - Emil du Bois-Reymond (Allemagne), « fluctuation négative » (potentiel d'action)
- 1850: Hermann von Helmholtz mesure la vitesse de l'influx nerveux (40 m/s)
- 1888/1889: Walther Hermann Nernst, base de l'électrochimie, il recevra le prix Nobel de chimie en 1920.
- 1902: Julius Bernstein applique l'équation de Nernst pour démontrer que l'origine du potentiel de repos est la sélectivité de la membrane au potassium, et le potentiel d'action la perte de sélectivité transitoire au potassium.
- 1939: Kenneth Stewart Cole (en) et H. J. Curtis travaillent sur le calmar.
- années 1950: Alan L. Hodgkin et Andrew Huxley utilisent la technique de potentiel imposé (voltage clamp en anglais) sur l'axone géant de calmar, et postulent l'existence de deux conductances indépendantes et activées par le potentiel de membrane, une conductance sélective des ions sodium, et l'autre des ions potassium. Ils peuvent ainsi modéliser ces deux conductances (que l'on a par la suite identifiées à des canaux ioniques) et prédirent toutes les propriétés des potentiels d'action enregistrés. Ces résultats se sont révélés applicables à l'ensemble des neurones, et ont valu à ces deux chercheurs le prix Nobel de physiologie ou médecine en 1963, partagé avec John Carew Eccles.
- 1976: Erwin Neher et Bert Sakmann mettent au point le patch-clamp, pour lequel ils reçoivent le prix Nobel en physiologie ou médecine 1991.